# Gary Schwartz
Pour les articles homonymes, voir Schwartz.
Gary Schwartz (né en 1940 à New York) est un historien de l'art américain.
Il réside aux Pays-Bas, où il est un spécialiste de l'art du peintre et graveur Rembrandt et des peintures et estampes du siècle d'or néerlandais.

## Biographie
La mère de Schwartz est hongroise et son père a des racines polonaises. Il a pour sa part grandi dans le quartier new-yorkais de Brooklyn et dans le Queens.
Il fréquente l'Université de New York et en 1965, il travaille à l'Université Johns-Hopkins sur une dissertation inachevée sur les natures mortes de la peinture hollandaise. Dès sa première visite aux Pays-Bas, il rencontre son épouse néerlandaise et s'y installe définitivement. À l'Université d'Utrecht, il se sent proche de l'approche socio-historique de J.-G. van Gelders en matière d'histoire de l'art. Il décide d'étudier l'histoire de l'art après avoir suivi un cours introductif de H. W. Janson (en).
En 1966, Schwartz devient membre du célèbre magazine d'histoire de l'art Simiolus et en 1967 de l'éditeur Meulenhoff. En 1968, il aide Horst Gerson à compléter son catalogue raisonné sur les Peintures de Rembrandt. Au moment où le Rembrandt Research Project commence, Van Gelder publie un plaidoyer pour identifier les clients de Rembrandt. Schwartz soutient la théorie selon laquelle l'art de Rembrandt était dans une large mesure lié aux intérêts et au mode de vie de ses clients directs.
En 1976, il devient rédacteur et éditeur de All the Paintings of the Rijksmuseum in Amsterdam: a Completely Illustrated Catalogue, de P.J.J. van Thiel.
En 1995, il fonde le CODART, un conseil international de conservateurs de musée d'art néerlandais et flamand.
En 2009, il reçoit le Prince Bernhard Cultural Foundation Prize for the Humanities.

## Œuvre

### En néerlandais
- Rembrandt: Zijn leven, zijn schilderijen, 1984.

### En anglais
- Rembrandt: All the etchings reproduced in true size, 1977.
- Rembrandt: His Life, His Paintings: A new biography with all accessible paintings illustrated in colour, Viking, New York, 1985  (ISBN 9780670808762).
- Rembrandt, H.N. Abrams, New York, 1992  (ISBN 9780810937604).
- The Complete Etchings of Rembrandt, Dover Publications, New York, 1994  (ISBN 9780486281810).
- Bets and Scams: A novel of the art world, Marion Boyars, New York, 1996  (ISBN 9780714530086).
- The Night Watch, Rijksmuseum Amsterdam, 2002  (ISBN 9789040095559).
- The Rembrandt Book, Abrams, New York, 2006  (ISBN 9780810943179).
  - (fr) Le grand livre de Rembrandt, France loisirs, Paris, 2006  (ISBN 2-7441-9496-4)(BNF 41482549).
- Rembrandt's Universe: His art, his life, his world, Thames and Hudson, Londres, 2006  (ISBN 9780500093313).
  - (fr) Rembrandt, Flammarion, Paris, 2006  (ISBN 2-08-011630-4)(BNF 40970203).
- Meet Rembrandt: Life and work of the master painter, Yale University Press, New Haven, 2011  (ISBN 9789086890576).
- Emotions: Pain and Pleasure in Dutch Painting of the Golden Age, Frans Hals Museum, Haarlem, 2014  (ISBN 9789462081703).